# Henry Chapman
Henry Chapman är Magnus Ericssons (tidigare ledande kraft och låtskrivare i Popundret, Dynamo Chapel, A shrine m.fl.) nom de guerre som soloartist. Skillnaden mellan Magnus och Henry är, enligt Henry att "Henry är svart-vit, Magnus är i färg". Henry Chapman skriver texter på svenska, ofta med tydlig vänsterkoppling, "farligt nära pekoralets gräns", där "låtarna vibrerar av frustration och irritation", "tunna ljud som ibland är rent dissonanta blandas och ger full fart framåt".
Debutalbumet Futurum släpptes 2006 på indieetiketten A West Side Fabrications underetikett Buffel. Magnus Ericsson har här gått från att göra "bredbent rock i Springsteen-land och strålande soulballader" till att köra "melodierna genom en elektronisk kvarn och få fram musik i en vägkorsning. Eller en rondell med ganska många in- och utfarter" Dagens skiva exemplifierar med stycket “Riktigt folk flyr” (Futurum) där "ett piano som andas Roy Bittan möter en bas som ångar Peter Hook. E Street Band-sväng korsat med New Order-driv".
Henry Chapman har uppträtt på Trästockfestivalen 2006, 2007 och 2016
Bandet består, förutom Ericsson, av
- Erik Lindkvist – gitarr
- Peder Zingmark  – trummor
- Mikke Johansson – basgitarr
- Simon Jonsson – keyboard

Tidigare medlemmar
- Johannes Berggren – trummor

## Diskografi
- Buf.s 23: Henry Chapman – "Badtunnan" (CDS), Partisan Musik/AWSF
- Buf 24: Henry Chapman – Futurum (CD), Partisan Musik/AWSF 2006
- Buf.s 27: Henry Chapman – "(Känn dig riktigt) blåst" (CDS), Partisan Musik/AWSF